# 朱同鋖
鄢陵靖簡王朱同鋖（1446年—1515年），明朝周藩第二代鄢陵王，鄢陵安僖王朱子塈的庶第二子。

## 生平
天順二年（1458年）三月，獲賜名同鋖。朱同鋖初封鎮國將軍。弘治元年（1488年）九月，襲封鄢陵王。
朱同鋖襲爵前，第四弟鎮國將軍朱同釳與其母姚氏居住在一起，後來朱同釳與父鄢陵王朱子塈皆先後去世。朱同鋖襲爵後，屢次侵奪朱同釳的產業，又欲侵奪第三弟鎮國將軍朱同鈕的第宅。朱同鈕因懼怕，亦將姚氏的莊田獻給了朱同鋖。事發後，姚氏上奏了朱同鋖之事，朱同鋖亦上奏姚氏之孫輔國將軍朱安泏違法諸事。明孝宗命河南鎮守巡撫巡按官會勘二人攻訐之事。經勘查，朱同鋖之詞皆虛，而姚氏之詞亦有不實之處。弘治四年（1491年），都察院覆奏稱，朱同鋖不能撫恤幼孤、有傷骨肉，朱同鈕妄將他人產業投進致起爭端，二人俱違祖訓，而姚氏詞亦有不實。明孝宗下詔，皆宥不治，仍降敕嚴厲斥責朱同鋖、朱同鈕兄弟二人。
正德十年（1515年）五月，朱同鋖去世，享年七十歲，諡號靖簡。六年後，嫡長子朱安沅襲爵。

## 家庭

### 妻
- 張氏，初冊為鎮國將軍夫人，弘治元年（1488年）冊為鄢陵王妃[3]

### 妾
- 魏氏（1467年12月19日—1533年7月19日）[5]，宮人。死後其子朱安漂上疏陳情，明世宗追封其為鄢陵靖簡王夫人[6]

### 子
- 嫡長子：鄢陵長子→鄢陵端僖王朱安沅[7]
- 庶三子：鎮國將軍朱安涹
- 嫡四子：鎮國將軍朱安潖
- 庶五子：鎮國將軍朱安瀨[8]
- 庶六子：鎮國將軍朱安涼
- 庶七子：鎮國將軍朱安涷[7]
- 庶八子：鎮國將軍朱安湔，弘治十三年（1500年）七月賜名[9]，嘉靖十八年（1539年）十二月進獻修煉還丹之書[10]
- 庶九子：鎮國將軍朱安漂（1497年3月29日—1535年3月8日），號月窟子，生母魏氏，弘治十三年（1500年）七月賜名[9]，嘉靖十四年（1535）年因痿痺去世[6]。夫人王氏[5]
  - 第一子：朱睦⿰木新[6]
  - 第一女：湖州郡君，嫁魏雄才[6]
  - 第二女：未封[6]

### 女
- 韓城縣主，儀賓潘希能[5]